# اسکوادرو
اسکوادرو (به اسپانیایی: Escuadro) یک منطقه مسکونی در اسپانیا است که در استان سامرا واقع شده‌است. اسکوادرو ۲۶ نفر جمعیت دارد.